# Книга пам'яті полеглих за Україну
Книга пам'яті полеглих за Україну — український неурядовий вебсайт, що займається документацією, обліком та упорядкуванням даних про втрати українських військовослужбовців у російсько-українській війні. Ведеться облік утрат усіх силових структур, а також дані щодо поховань тимчасово невстановлених загиблих.
Сайт працює у тісній взаємодії з Національним військово-історичним музеєм України.
У 2015 році, згідно з публікацією на сайті Міністерства оборони, Книга пам'яті мала найбільш повний масив даних по загиблих українських солдатах і бійцях добровольчих батальйонів з початку бойових дій. [⇨]

## Історія
Сайт заснований 22 липня 2014 року за підтримки Національного військово-історичного музею України. Авторами стали Максим Попов — засновник та редактор книги, Ярослав Тинченко, Герман Шаповаленко, Сергій Коваленко та Світлана Віговська.
За словами Ярослава Тинченка, з початком бойових дій Військово-історичний музей почав спілкуватися з військовими частинами, офіцерами, збираючи дані про загиблих. Певний час були проблеми з наказовою базою, оскільки облік втрат регулювала система наказів і військових статутів, і на той час система не відповідала реаліям — в Україні не передбачалася війна, і, відповідно, загиблі у ній, тим більше такі, які залишаться не на нашій території. Не маючи змоги її використати, Музею для обліку втрат прийшлося приватними шляхами встановлювати контакти із співробітниками МВС, Національної гвардії і Державної прикордонної служби України. У період травня-червня 2014 року, поки втрат було небагато, Музей вів облік, але з липня, коли з'явилося близько 300 загиблих, стало зрозуміло, що весь обсяг інформації не може бути оперативно опрацьований. У цей час Ярослав Тинченко дізнається про Максима Попова, що тоді розробляв сайт подібної тематики. Ярослав Тинченко з кількома працівниками музею взяли на себе функцію наповнення сайту інформацією. З обліком втрат та офіційними повідомленнями, за словами Ярослава Тинченка, пов'язані суттєві проблеми — прес-центри АТО чи Міністерства оборони називає лише кількість загиблих військовослужбовців Збройних сил України, не зазначаючи нацгвардійців, добровольців, тощо. Іншою проблемою є та особливість, що офіційні джерела повідомляють про загибель лише у разі наявності тіла загиблого. Решта вважаються зниклими безвісти поки не буде знайдене тіло і проведена експертиза, проте ці смерті вже не потрапляють до щоденних чи тижневих звітів — проте всі імена публікуються на сайті Книги пам'яті.
Станом на червень 2015 року було опрацьовано 2080 імен осіб, загиблих до 21 лютого 2015.
Станом на 2015 рік, згідно з інтерв'ю Ярослава Тинченка, уся невелика команда сайту працювала абсолютно добровільно, власними зусиллями, без залучення сторонніх коштів.
14 липня 2019 року адміністрація соцмережі Фейсбук заблокувала сторінку «Книга пам'яті полеглих за Україну» у цій мережі. Перед блокуванням соцмережа попередила, що вміст деяких дописів «порушує стандарти Facebook». Йшлося насамперед про дописи з повідомленнями про загибель українських воїнів з ОЗСП НГУ «Азов». У цей день було заблоковано також одного з волонтерів проєкту, Світлану Віговську.

## Опис
На сайті розміщені світлини загиблих, подана інформація про місце та обставини смерті, підрозділ, звання, дані про нагороди, а також про місця поховання. Відвідувачі сайту можуть покласти віртуальні квіти або опублікувати спогади чи важливі деталі.
Книга пам'яті документує втрати всіх підрозділів силових відомств України, а також нерегулярних добровольчих формувань.
За словами Ярослава Тинченка, станом на 2015 рік сайті не публікувалися військовослужбовці, що скоїли самогубство, проте станом на 2017 рік цей підхід переглянули, зазначаючи щодо таких випадків причину смерті на кшталт «трагічна ситуація».
Окремим розділом подані дані щодо поховань тимчасово невстановлених загиблих на трьох кладовищах — Кушугумському, Краснопільському та Старобільському, які оновлюються із процесом впізнання.
Функціонал сайту поступово розширюється — пошук можна здійснювати за підрозділом, за загибеллю у конкретному бою, за професією. Наводяться зведені дані щодо розподілу за віком, місцем народження, датою смерті.

## Вплив
У березні 2015 року сайт Міністерства оборони опублікував опис діяльності місії «Евакуація 200». Згідно з матеріалом, Національний військово-історичний музей України мав найбільш повний масив даних по загиблих українських солдатах і бійцях добровольчих батальйонів з початку бойових дій, які були опубліковані на сайті «Книга пам'яті»..
Матеріали сайту використовуються як основа для інших ресурсів, зокрема «Мапи пам'яті».
У січні 2017 року «Український тиждень» назвав Книгу пам'яті «найповнішим інформаційним ресурсом про героїв, які віддали життя за єдність і територіальну цілісність нашої країни у 2014—2016 роках».

## Матеріали
- В.Ясинська, Співавтор проєкту «Книга пам'яті», історик Ярослав Тинченко: «2700 чоловік — майже точна цифра загиблих на сході бійців. Імена 95 % з них викладено на нашому сайті» [Архівовано 6 квітня 2018 у Wayback Machine.] // Цензор.нет, 7 жовтня 2015
- Олександра Вагнер, Война на Донбассе: погибшие с оружием и без [Архівовано 26 грудня 2019 у Wayback Machine.](рос.) // Крим.Реалії, 29 червня 2017